# Anarquismo en Ucrania
El anarquismo en Ucrania surgió principalmente en los inicios del siglo XX, aunque remonta su inspiración a los levantamientos campesinos de Stenka Razin y de Yemelián Pugachov. Su momento de apogeo ocurrió con la creación del Territorio Libre de Ucrania, por el Ejército Negro de Néstor Majnó.

## Historia
Los anarquistas tuvieron actuación durante la Revolución rusa de 1905, sufriendo la represión que siguió a su derrota. María Nikíforova fue arrestada en esta época, así como Sasha Shapiro o Aleksandr Petróvich Shapiro (Шапиро, Александр Петрович), padre del matemático anarquista Alexander Grothendieck. Néstor Majnó y otros anarcocomunistas continuaron sus ataques contra los aristócratas y capitalistas ucranianos.
Majnó siguió en actividad luego de la Revolución Rusa de 1917 en la zona de Guliaipole, de población campesina. Se formaron comunas anarquistas por toda Ucrania, muchas de ellas con la suficiente productividad como para intercambiar productos textiles con los obreros de Moscú. Majnó combatió con los bolcheviques contra el Ejército Blanco y aunque fue posteriormente traicionado por los bolcheviques, conformó el Territorio Libre de Ucrania con la ayuda del Ejército Negro (Ejército Insurreccional Revolucionario de Ucrania). El Territorio Libre existió hasta junio de 1919, aunque en ese tiempo las comunidades operaban exitosamente basadas en las teorías de Piotr Kropotkin y los principios pedagógicos de Francisco Ferrer Guardia.
Majnó trató de defender el Territorio Libre de los ataques de los ejércitos Rojo y Blanco, aunque perdió parte del territorio entre 1920 y 1921. A fines de 1921, los grupos anarquistas de Ucrania habían sido arrestados o dispersados. Majnó huyó a Rumania, luego Polonia, radicándose finalmente en París, donde propuso reorganizar el movimiento según sus experiencias en Ucrania, junto con su compañero Piotr Arshínov. Esto le valió la oposición de su prestigioso compatriota Volin, y de otros anarquistas rusos y ucranianos, que consideraban el modelo organizativo de Majnó como autoritario.

## Actualidad
Existen algunos grupos y colectivos en Ucrania que se autodefinen como anarquistas. Entre ellos están Svobodna – una página web anarcofeminista y Zaraz – un portal de Kiev de iniciativas libertarias. Existe también la revista Aboliendo las fronteras desde abajo.